# كياثون شوكي
كياثون شوكي (الاسم العلمي:Cyathea spinulosa) هو نوع من النبات يتبع جنس الكياثون من الفصيلة الكياثونية.